# Acanthe et Céphise
Acanthe et Céphise (parfois Acante et Céphise ou Achante et Céphise) est une pastorale héroïque de Jean-Philippe Rameau, composée sur un livret de Jean-François Marmontel. Le titre alternatif est : « ou la Sympathie ».
La commande en a été passée pour célébrer la naissance du duc de Bourgogne Louis, fils aîné du dauphin Louis, le 13 septembre 1751.
La pièce comporte trois actes mais pas de prologue, contrairement à la tradition. Elle a été créée à Versailles le 19 novembre 1751.
Elle est interprétée pour la première fois dans son intégralité depuis le XVIIIe siècle en 1983 et diffusée par la BBC. L'opéra est interprété en mars 2012 par l'University College Opera au Bloomsbury Theatre. Elle est interprétée de nouveau en France début 2021, grâce à un travail conjoint du Centre de musique baroque de Versailles et de l'ensemble Les Ambassadeurs dirigé par Alexis Kossenko ; le concert n'est pas ouvert au public du fait de la pandémie de Covid-19, mais est diffusé sur internet. Le diapason de 400 Hz est utilisé pour la reconstitution de cet opéra avec la reconstruction de six clarinettes historiques de facture française par Agnès Guéroult (France) et Rudolf Tutz (Autriche).

## Analyse
L'œuvre a été écrite dans la précipitation, ce qui n'est pas sans conséquence sur la qualité de la musique, mais l'opéra regorge néanmoins de subtilités instrumentales, comme l'interlude de l'acte III. L'ouverture, qui célèbre la naissance royale par un feu d'artifice accompagné d'une salve de canons, est l'une des œuvres musicales les plus ambitieuses de Rameau. Elle est également connue pour contenir le premier exemple d'utilisation de la clarinette comme instrument d'orchestre dans l'opéra français,.

## Distribution lors de la création
- Acante (haute-contre) : Pierre Jélyotte
- Céphise (soprano) : Marie Fel
- Oroès 	(basse-taille) : Claude-Louis-Dominique Chassé de Chinais
- Zirphile (soprano) : Marie-Jeanne Fesch (Mademoiselle Chevalier ou Chevallier)
- Une fée (soprano) : Marie-Angélique Coupée (ou Coupé ou Couppé)
- Deux coryphées (haute-contre/basse) : François Poirier/Le Page
- La grande prêtresse de l'Amour (soprano) :	Mademoiselle Romainville
- Deux autres prêtresses (soprano/mezzo-soprano) : Marie-Angélique Coupée/Mlle Gondré
- Délie, jeune bergère (soprano) : Mademoiselle Puvignée
- Une autre bergère (soprano) : Marie-Jeanne Larrivée Lemière
- Un suivan d'Oroès (basse-taille) :	Cuvillier (ou Cuvilier ou Cuvelier) fils
- Un berger 	(haute-contre) : Jean-Paul Spesoller (La Tour ou Latour)
- Une bergère (soprano) : Marie-Angélique Coupée

## L'intrigue

### Acte 1
Le décor représente Une scène champêtre dominée par le palais de la fée Zirphile. 
Acanthe et Céphise sont amoureux, Zirphile les protège, mais leur bonheur est menacé par Oroès, esprit de l'air, qui souhaite épouser Céphise lui-même. 
Zirphile ne peut pas écarter le danger qui guette les amants car le jour où Oroès est destiné à se soumettre à son pouvoir n'est pas encore arrivé. Au lieu de cela, elle leur donne un talisman sous la forme d'un bracelet qui les liera ensemble par l'effet de la "sympathie"  permettant à chacun des amants de ressentir par télépathie ce que l'autre ressent, quelle que soit la distance qui peut les séparer.
Les fées de la suite de Zirphile dansent autour du couple. Oroès essaie d'utiliser ses pouvoirs magiques pour séduire Céphise, ayant éloigné Acanthe de sa bien-aimée en ordonnant à ses génies de le faire prisonnier et de veiller sur lui. 
Mais Céphise peut ressentir elle-même la douleur infligée à Acanthe et, ému par le détresse de la jeune femme, Oroès décide d'accorder aux deux amants une dernière journée  ensemble.

### Acte 2
Acanthe et Céphise sont venus au Temple de l'Amour pour consulter la Grande Prêtresse. Celle-ci prononce un oracie déconcertant : Le iour où tous les cœurs rendront grâce a |'Amour, Vous serez unis sans retour.
Les amants ne peuvent pas dissimuler leur consternation, car ils craignent qu'une telle unité soit inaccessible. 
A ce moment Oroès apparaît et, pour les égarer, feint de renoncer à tout droit sur Céphise - occasion d'un divertissement mettant en scène les suivants d'Oroès, des pâtres et des chasseurs.
Une fois seul avec Acanthe, Oroès tente de gagner sa confiance et de connaître le secret qui le lie à sa bien-aimée. Céphise devine qu'Oroès lui tend un piège, revient juste à temps pour empêcher Acanthe de révéler le secret du talisman. Osroès, furieux, Oroès ordonne aux Aquilons d' emporter les amants.

### Acte 3
Transportés dans un désert affreux, Acanthe et Céphise sont enchaînés et abandonnés sur des plateaux rocheux séparés par un gouffre insondable.  
Acanthe veut ôter le bracelet magique et défaire le lien avec Céphise pour être le seul à mourir, mais Céphise refuse de le laisser se sacrifier. 
Oroès, apparu sur le dos d'un dragon et accompagné d'une troupe de génies maléfiques, est rendu furieux par leur résistance. Au moment où il donne l'ordre de tuer les deux amants, le tonnerre se met à gronder et les génies malfaisants disparaissent dans le gouffre. 
Acanthe et Céphise sont libérés par Zirphile, qui fait apparaître un palais merveilleux dans lequel elle célèbre sa victoire sur les génies d'Oroès. 
La naissance d'un héros - allusion claire au Duc de Bourgogne nouveau-né - a enfin uni tous les cœurs en fête, accomplissant ainsi les paroles de l'oracle. Acanthe et Céphise peuvent s'unir aux cris de "Vive la race de nos rois".

## Sources
- Philippe Beaussant (dir.), Rameau de A à Z, Paris, Fayard, mai 1983, 397 p. (ISBN 2-213-01277-6)
- (en) Cuthbert Girdlestone, Jean-Philippe Rameau : His life and work, New York, Dover Publications, coll. « Dover books on music, music history », 1969, 2e éd. (1re éd. 1957), 631 p. (ISBN 0-486-26200-6)